# 圣皮耶罗帕蒂
圣皮耶罗帕蒂（義大利語：San Piero Patti），是意大利西西里大区墨西拿廣域市的一个市镇。总面积41平方公里，人口3193人，人口密度77.9人/平方公里（2009年）。ISTAT代码为083081。